# Wito Eichel
Wito Eichel (* 1. Februar 1913; † 17. September 2002) war ein deutscher Übersetzer, Lyriker und Hochschullehrer.

## Leben
Eichel stammte aus Kaschuben. Aus Aufzeichnungen Joseph Breitbachs geht eine homoerotische Beziehung der beiden sowie eine „Heirat“ in Paris um 1933 hervor.
Eichel schrieb zahlreiche Texte für Synchrondrehbücher für DEFA-Fassungen fremdsprachiger Filme und war zuletzt als künstlerischer Leiter des DEFA-Studios für Synchronisation tätig. Zudem war er Professor an der Filmhochschule Babelsberg und dort von 1970 bis 1973 Direktor der Sektion Forschung, danach bis 1978 Direktor für künstlerische Ausbildung und zuletzt von 1978 bis 1981 Künstlerischer Direktor des Live-Studios der HFF. Er verfasste auch einige Gedichte.
Sein Sohn ist der Schauspieler und Synchronsprecher Kaspar Eichel.

## Auszeichnungen
- 1958: Heinrich-Greif-Preis III. Klasse[7]

## Synchrondrehbücher
(deutscher Verleihtitel)
- Eugénie Grandet (O: Eugenia Grandet; Regie: Mario Soldati)
- Kanaille von Catania (O: L’arte di arrangiarsi; Regie: Luigi Zampa)
- Das Lied der Straße (O: La strada; Regie: Federico Fellini)
- Wege und Schicksale (O: Пути и судьбы; Regie: Yakov Bazelyan)
- Julika mit der Stupsnase (O: Egy pikoló világos; Regie: Félix Máriássy)
- Entscheidung am Fluß (O: Trenutki odločitve; Regie: František Čáp)
- Die Kluft (O: Szakadék; Regie: László Ranódy)
- Ilja Muromez (O: Илья Муромец; Regie: Alexander Ptuschko)
- Freitagabend um 5.00 (O: Pe răspunderea mea; Paul Călinescu)
- Akte 3006 (O: Дело № 306: Regie: Anatoli Rybakow)
- Trapez (O: Trapeze; Regie: Carol Reed)
- Die Kraniche ziehen (O: Летят журавли; Regie: Michail Kalatosow)
- Djamila (O: جميلة, DMG Ǧamīla; Regie: Youssef Chahine)
- Das gestohlene Glück (O: Сампо/Sampo; Regie: Alexander Ptuschko)
- Asche und Diamant (O: Popiół i diament; Regie: Andrzej Wajda)
- Entscheidende Stunden (O: A 39-es dandár; Regie: Károly Makk)
- Man begräbt nicht am Sonntag (O: On n’enterre pas le dimanche; Regie: Michel Drach)
- Ein Menschenschicksal (O: Судьба человека; Regie: Sergei Bondartschuk)
- Das schwarze Gesicht (O: Szegény gazdagok; Regie: Frigyes Bán)
- Walzer für Millionen (O: Valčík pro milión; Regie: Josef Mach)
- Einer sticht ins Wespennest (O: Le panier à crabes; Regie: Joseph Lisbona)
- Mutter Johanna von den Engeln (O: Matka Joanna od Aniołów; Regie: Jerzy Kawalerowicz)
- Du musst nicht einsam sein (O: Евдокия; Regie: Tatjana Liosnowa)
- Die Bande (O: Banda; Regie: Zbigniew Kuzminski)
- Heilmittel gegen Liebe (O: Lekarstwo na miłość; Regie: Jan Batory)
- Krieg und Frieden (O: Война и мир; Regie: Sergei Bondartschuk)

## Gedichte
- Gedichte. Edition Maldoror, Berlin 1994
- Prisma Almanach 1957. Gedichte von Wito Eichel, Wolfgang Eichel, Paul Joecks, Hans-Jürgen Seekamp und Reinhard Weisbach. Hinz-Druck, Berlin 1957